# PLY (Python Lex-Yacc)
PLY est un outil d'analyse syntaxique écrit uniquement en Python. Il s'agit essentiellement d'une réimplémentation de Lex et Yacc à l'origine en langage C. Il a été écrit par David M. Beazley . PLY utilise la même technique d'analyse LALR que Lex et Yacc. Il dispose également d'installations étendues de débogage et de rapport d'erreurs.

## Caractéristiques
Implémenté en Python, il possède presque toutes les fonctionnalités fournies par Lex et Yacc. Il inclut la prise en charge des productions vides, des règles de priorité, de la récupération d'erreurs et des grammaires ambiguës. Il prend en charge Python 3.

## Structure d'un fichier PLY
PLY a les deux modules Python suivants qui font partie du package ply.
- ply.lex - Une réimplémentation de Lex pour l'analyse lexicale
- ply.yacc - Une ré-implémentation de Yacc pour la création d'analyseur